# Dolenja vas, Zagorje ob Savi
Dolenja vas je naselje v Občini Zagorje ob Savi.